# セーブ (コンピュータ)
セーブ（英: save）とは、コンピュータのプログラムにおいて、揮発性メモリ上にデータとして存在する作業内容や進捗状況、個人設定などの各種情報を、不揮発性メモリや補助記憶装置（ストレージ）といった記憶媒体にファイルなどの形で保存（永続化）すること。
対義語としては「読み込む」「読み出す」を意味する「ロード」が使われる。直接の対義語の関係ではないが、慣習的にアプリケーションソフトウェアのメニューにおいて、ファイルを上書き保存するコマンドには「Save」が、ファイルに名前を付けて保存するコマンドには「Save As」が使われ、また既存のファイルを選択して内容を読み込むコマンドには「Open」が使われることが多い。内部的にはファイルを開いた後でデータをメインメモリに読み出すものの、開いたままにせずいったん閉じることが多い。
コンピュータプログラムにおいて、セーブとロードの機能をサポートすることで、作業の中断・終了時に後から途中再開できるようになったり、保存されたデータを別の機器で読み出せるようになったりする。データを不揮発性メモリやストレージに保存しておくことで、電源が切れるなどの不測事態対策にもなるが、書き込み処理の途中で電源が落ちた場合、データが破損して読み出せなくなる可能性もある。重要なデータを保存する場合や、ストレージ容量に余裕がある場合は、いったん別のファイルに書き込んでおいて、書き込みが最後まで完了した後に古いファイルと新しいファイルをスワップする技法が使われる。
同義語は他にもいくつかあるが、多くのBASIC環境でSAVEという命令（文ではない）であったことなどもあり、セーブという表現がポピュラーである。
なお、プロセッサのレジスタとメインメモリの間のやりとりにおいては、メモリからレジスタへの読み出しにはロード命令、レジスタからメモリへの書き込みにはストア命令が使われる。
メモリ上にある何らかの状態情報を、同じくメモリ上にある別のデータ構造（例えばスタック）に一時退避することをセーブと呼ぶこともある。バージョン管理システムなどにおいて、すでにローカルのファイルとして保存されているものの、データベースにはコミットされておらず確定されていない内容を、別のファイルに一時退避することをセーブと呼ぶこともある。

## コンピュータゲーム
コンピュータゲームにおいては、プレイを中断する際、現在の進行状態を保存し、次回にプレイするときにその時点から再開できるように処理することをセーブという。
セーブの実装方法はアプリケーション（ゲーム）により異なり、複数ある。
- アプリケーションが稼働するプラットフォームがメモリの状態を保存するもの。ステートセーブと呼ばれる。ステートセーブも含むコンピュータの同種の概念のことをスナップショットと呼ぶ。
- ゲーム進行に関係なくゲームのメニュー上からいつでも呼び出せるもの。
- ゲームオーバー時あるいはゲームの明示的な終了時にのみセーブを選択できるもの[注釈 1]。
- メニューから呼び出せるが、使える箇所が制限されているもの（RPGにおいて、フィールド移動中のみ使える、または特定のオブジェクトに接触している必要があるなど[注釈 2]）。
- ゲームの世界観に組み込まれているもの（例えば教会あるいは宿屋などでの会話中に冒険の記録を残すなどの形でコマンド選択する。セーブするために必要な特定のアイテムを消費する作品もある[注釈 3]。）

などがある。
時代が進むと、自動的にセーブを行う「オートセーブ」のゲームソフトも増えた。
セーブデータは多くの場合ユーザー自身で削除も可能であるが、パワプロクンポケットシリーズなどでは、一定の条件に当てはまるとこれまでにプレイしたセーブデータが強制的に削除される場合がある。
セーブに利用される記録媒体には次のようなものがある。
- ソフト媒体（ロムカセット内蔵のメモリなど）にセーブするもの。例：ファミリーコンピュータ、スーパーファミコン、ゲームボーイ、ゲームボーイアドバンス、ニンテンドーDS、ニンテンドー3DSなど。この方式は古くはバッテリーバックアップを利用したものも多い。
- ゲーム機専用のメモリーカード類にセーブするもの。例：PS1、PS2、PSVita、ドリームキャストなど。
- 本体内蔵あるいは外付けのストレージ（カセットテープ・フロッピーディスク・HDD・SSD・フラッシュメモリなど）にセーブするもの。例：PC、スマートフォン、Nintendo Switch、PS3、PS4、Xbox、Xbox 360、Xbox One、Xbox Series X/Sなど。
- オンラインのサーバサイドにセーブするもの。
- 電磁気的な記録を用いず、パスワードで実装される場合もある。詳細は「パスワード (コンピュータゲーム)」を参照。

インターネットが普及してからは、不測の事態によるセーブデータ破損・喪失やゲーム機の買い替えを想定し、サーバにセーブデータのバックアップを保存できるゲームも増えている。また、2010年代にはマルチプラットフォーム展開されているタイトル（ゲーム作品）において、複数のハードウェアでセーブデータを共有できる「クロスセーブ」機能も登場する。
将棋やチェスなど、プレイヤーが交互に手を指し、時間制限のある対戦型ボードゲームの場合は、ゲームが長時間に及んで翌日に持ち越す際、ゲーム内容の保存時に最後の手を相手に見せずに中断する封じ手という方法が使われる場合がある。中断時に次の手を考えることができないため公平とされる。将棋電王戦など、コンピュータ将棋の世界でもコンピュータの一時停止時に封じ手が使われることがある。
2025年現在では、Xbox作品のみがセーブデータのクラウド同期がXbox 360以降のハードにおいて完全に無料で利用することが可能である。PlayStation 3以降のPlayStationハードではセーブデータを一度ハードに保存した後、有償サブスクリプションのPlayStation Plusに加入してからセーブデータを手動でクラウドサーバーにアップロードできる。Nintendo Switchも同様に有償のNintendo Switch Onlineでセーブデータを同期できるが、セーブデータのみのバックアップを物理的に行うことができず、セーブデータが全て本体のフラッシュメモリにのみ保存される。

### セーブポイント
セーブポイント（save point）は、コンピュータゲームにおいて進行状況のセーブができる箇所に制限がある場合、セーブが可能な地点を指す。チェックポイントや中間ポイントなどとも呼ぶ。
アクションゲームやロールプレイングゲームなどにはプレイヤーの緊張感を高めるためやプログラム上の都合のため、セーブできる箇所を制限するものがある。こうしたゲームではセーブを行うための地点が設けられ、この地点をセーブポイントと呼ぶ。セーブポイントでセーブしたあと、さらにゲームを継続してから中断すると、再開時はセーブポイントまで状態が戻される。セーブ可能地点に制限のあるゲームでも、ワールドマップでは自由にセーブできるものがあるが、この場合はワールドマップをセーブポイントと呼ばない。
なおセーブポイントはアクションゲームやロールプレイングゲームなど操作キャラクターがフィールド画面を自由に移動できるゲーム、またはステージ制のゲームにおいて使用される概念であり、パズルゲームや音楽ゲーム、ボードゲームなどのようにフィールド画面が存在しないゲームやスポーツゲーム・レースゲームのように限られた狭いエリア内でしか移動できないゲームには基本的にこの概念はない（この場合メニュー画面でセーブを行うか、または自動的にセーブされる）。
またアクションゲームやロールプレイングゲームでも、メニュー画面からいつでもセーブ可能な場合や自動的にセーブを行うものはセーブポイントの概念はない。
セーブポイントは作品により設置されている場所は異なり、ダンジョン内、ステージ選択画面、町の入口、教会、宿屋などに設置されている。形態もさまざまで、光などで示されたエリアに立つことによりセーブが可能になるもの、何らかの物体に触れてセーブ画面を呼び出すもの、特定の人物（教会の神父や宿屋の店主など）に話しかけてセーブを行ってもらうものなどの種類がある。
バンジーのゲームデザイナー、ジェイソン・ジョーンズは自身のゲームにセーブポイントを設けた理由について、次のような点を挙げた。
- どこでもセーブできると、挽回できない場面でセーブしてしまう場合がある。
- どこでもセーブできると、場当たり的にセーブしがちである。前項のほか貴重アイテムの消費などセーブ前にしてはいけないことについてプレイヤーに考えさせる。
- セーブポイントの設置によって、別のレベルの難易度調整を加えられる。
- 再開時にセーブポイントまで大きく戻ることで、ゲームオーバーを避けるべき動機づけをする。